# Jeder Augenblick ist ewig
Jeder Augenblick ist ewig ist das 16. Livealbum des Sängers und Liedermachers Konstantin Wecker vom September 2020. Seine Gedichte werden von Dörte Lyssewski und Michael Dangl vorgetragen.

## Inhalt
Der Livemitschnitt fand zwischen zwei coronabedingten Lockdowns statt, dementsprechend äußert sich Wecker zu Beginn zur „Systemrelevanz“ von Künstlern. Anschließend gibt er musikalisch einen Rückblick auf seine 50-jährige Bühnenlaufbahn, vorwiegend chronologisch.
Wecker textete und komponierte alle Lieder, außer bei Was keiner wagt (Text: Lothar Zenetti) und Stirb ma ned weg (italienischer Text: Lucio Dalla).
Alle gelesenen Gedichte Weckers stammen aus seinem Buch Jeder Augenblick ist ewig (dtv 2012, erweiterte Neuauflage 2015), die von frühesten Gedichten bis zu bis dahin unveröffentlichten reichen. Die beiden Vortragenden haben die Auswahl selbst getroffen, teilweise begleitet Wecker spontan auf dem Klavier.

## Titelliste
CD 1
1. Begrüßung – 2:55
2. Der Lindenbaum / Mein linker Arm – 3:01
3. Genug ist nicht genug – 5:57
4. Kaum dass ich mir bewusst war – 0:57
5. Komm mit zu den feuchten Wurzeln – 0:39
6. Aus den Sümpfen – 0:29
7. Bohr ein Loch in den Sand – 0:17
8. Du aber geh in den Wind – 0:22
9. Bist ein seltner Fisch – 0:13
10. Und das Wasser – 0:21
11. In diesen Nächten – 4:05
12. Anfang – 3:16
13. Warum sie geht – 2:04
14. Venedig – 1:36
15. Rom – 2:18
16. Die Huren werden müde – 1:47
17. Ich liebe diese Hure – 2:56
18. Ich werde dich zum Abendessen essen – 0:47
19. Beim Aufwachen zu sprechen – 2:33
20. Hymne an den Frühling – 1:45
21. Wie es aussieht (Ansage) – 4:24
22. Fangt mi wirklich koaner auf – 3:52
23. Deutscher Herbst – 2:12
24. Was man sich merken muss – 1:34
25. Statistisch erwiesen – 1:20
26. Angst vorm Fliegen – 2:09
27. Keine Zeit zum Denken – 1:36
28. Der Baum singt – 0:50
29. Liebeslied – 2:45
30. Lieber Gott – 5:01
31. Schon immer hab’ ich auf das Schreckliche gewartet – 1:08
32. Elegie für Pasolini – 6:10

CD 2
1. Was keiner wagt – 2:12
2. Fragwürdiges (aus den Sechs unordentlichen Elegien) – 6:41
3. Surfen und Schifahren – 0:30
4. Hans Moxter wird sechzig – 1:46
5. Ich fliege übers Ach-ich-kann-nicht-Meer – 0:42
6. Schlaflied – 2:40
7. An meine Kinder – 3:37
8. Als wir beim Falkner waren – 1:06
9. Niemals Applaus – 3:16
10. Mutter – 2:16
11. Oma – 4:12
12. Diesen Verfall zu genießen (aus den Sizilianischen Psalmen) – 3:44
13. Wut und Zärtlichkeit – 3:39
14. Variationen über ein Gedicht von Erich Fried – 1:01
15. Wiegenlied – 2:06
16. Ich habe einen Traum – 3:18
17. Den Parolen keine Chance – 4:09
18. Wo ist sie hin, die schwere, süße Tiefe – 2:29
19. Wenn der Sommer nicht mehr weit ist – 3:51
20. Dem Mond entgegen – 1:42
21. Es stürzen die Windgesichter – 0:39
22. Liebeslied im alten Stil – 3:41
23. Einleitung zu Stirb ma ned weg – 1:33
24. Stirb ma ned weg – 5:29
25. Jeder Augenblick ist ewig – 1:08

## Produktion
Aufgenommen wurde das Album am 4. September 2020 im Theater im Park in Wien, produziert von Florian Moser. Liveton und Aufnahme übernahm Thilo Farr, von Stefan Gienger vom mastermixstudio.de stammen Mix und Mastering.
Die Fotos des Albums stammen von Thomas Karsten, Florian Moser & Simon Osterhold sowie Maria Frodl & Vanessa Maas.

## Quelle
Booklet „Jeder Augenblick ist ewig“